# Grzegorz Niski
Grzegorz Andrzej Niski (ur. 26 sierpnia 1949 w Lidzbarku Warmińskim) – polski wojskowy i polityk, podpułkownik Wojska Polskiego, senator V kadencji.

## Życiorys
W 1972 ukończył studia na Wydziale Elektroniki Wojskowej Akademii Technicznej w Warszawie, w 1981 studia na kierunku dowódczym w Akademii Sztabu Generalnego w Warszawie. Ukończył także studium pedagogiczne na Politechnice Koszalińskiej. W ciągu służby wojskowej pełnił wiele funkcji dowódczych, był wykładowcą w Katedrze Taktyki Wyższej Szkoły Oficerskiej Wojsk Obrony Przeciwlotniczej w Koszalinie oraz starszym wykładowcą w Centrum Szkolenia Obrony Przeciwlotniczej w Koszalinie. Odszedł do rezerwy w 1997 w stopniu podpułkownika. Prowadził następnie działalność gospodarczą.
Działa w wielu organizacjach społecznych, m.in. Stowarzyszeniu Pomorza Środkowego „Integracja dla rozwoju” (wiceprzewodniczący Oddziału Koszalińskiego), Bałtyckim Towarzystwie Polska-Skandynawia (członek zarządu), Związku Byłych Żołnierzy Zawodowych i Oficerów Rezerwy WP. Był również członkiem rady koszalińskiego osiedla „Bukowe”.
W latach 1973–1990 należał do PZPR, następnie wstąpił do Unii Pracy. Został przewodniczącym zachodniopomorskich struktur wojewódzkich tej partii, a także członkiem jej zarządu krajowego. W latach 2001–2005 zasiadał w Senacie z okręgu koszalińskiego. Jako senator brał udział w pracach Komisji Ochrony Środowiska oraz Komisji Obrony Narodowej i Bezpieczeństwa Publicznego.
W 2005, 2007 i 2015 bez powodzenia kandydował w wyborach parlamentarnych (odpowiednio do Senatu i dwukrotnie do Sejmu), w 2006 bezskutecznie ubiegał się o mandat radnego sejmiku zachodniopomorskiego. W 2010 został radnym Koszalina, startując wówczas z listy SLD. Cztery lata później nie doszło do lokalnego porozumienia UP z tą partią, w związku z czym ubiegał się o reelekcję z ramienia komitetu Lepszy Koszalin (nie uzyskując mandatu). W 2018 objął funkcję sekretarza generalnego UP. Ponownie wystartował na radnego Koszalina w 2018 z ramienia komitetu SLD Lewica Razem i w 2024 z listy KO.
W 1993 otrzymał Brązowy Krzyż Zasługi.